# Mangal Pandey
Mangal Pandey ( výslovnost; hindsky: मंगल पांडेमंगल पांडे, Maṅgal Pāṇḍe; 1827 vesnice Nagwa, Avadh - 8. dubna 1857 Barakpur, Bengálsko) byl indický voják v britských koloniálních službách, který se vzbouřil proti Britům a byl popraven, což byl jeden z podnětů vedoucích k velkému indickému povstání. Je v Indii obecně považován za prvního bojovníka za nezávislost proti britské koloniální vládě, a proto za národního mučedníka.
Motivem nespokojenosti Pandeye a dalších domorodých vojáků byla nová munice pro pušku Enfield P-53, která byla toho roku zavedena. Říkalo se, že náboje obsahují mazivo vyrobené ze zvířecího tuku, údajně hlavně z prasat a krav. Krávy jsou v hinduismu posvátná zvířata, vepřové výrobky zase nekonzumují muslimové. Domorodá pěchota se přitom skládala převážně z členů těchto dvou náboženských komunit.
Mangal Pandey byl vojákem v 34. pluku bengálské domorodé pěchoty (Bengal Native Infantry, BNI). 29. března 1857 byl pod vlivem marihuany a v tomto stavu v Barakpuru poblíž Kalkaty zaútočil na dva britské důstojníky, své nadřízené, a zranil je. Ostatní přihlížející indické vojáky vyzval, aby se k němu připojili, zatímco Britové jim přikázali Pandeyho zneškodnit. S výjimkou muslimského vojáka jménem Šajk Paltu nikdo Britům nepomohl, ale nepodpořili činem ani Pandeyho, který je ostře odsoudil jako zbabělce. Když se ke vzpouře nikdo z jeho pluku nepřipojil, pokusil se Mangal Pandey zastřelit svou puškou, byl však jen vážně zraněn. Britský vojenský soud ho pak ve zrychleném řízení odsoudil k trestu smrti oběšením. Poprava byla vykonána v Barakpuru 8. dubna 1857.
Pandeyův bezprostřední nadřízený Ishari Pandey byl 22. dubna 1857 taktéž oběšen, protože ignoroval rozkaz zneškodnit vzbouřence. Zapojení dvou zjevně nepříbuzných vojáků stejného příjmení vedlo k tomu, že pozdější vzbouřenci BNI byli britskými vojáky souhrnně označováni jako „pandies“. Pandey je běžné příjmení členů kasty brahmínů v severní Indii, kteří byli do BNI často rekrutováni.
Chování Mangala Pandeyho naznačilo, že se plánovala širší vzpoura, která selhala tím, že Pandey jednal pod vlivem emocí a drog příliš brzy a že jeho kamarádi ještě nebyli připraveni na otevřený konflikt. Kolektivní neposlušnost byla potrestána rozpuštěním 34. pluku. Šajk Palttu, jediný zachránce britských důstojníků, byl za svou loajalitu vyznamenán a povýšen; krátce nato, několik dní předtím, než byl pluk rozpuštěn, ho však ostatní vojáci vlákali do léčky a zabili.